# Trogir
Trogir (tiếng Latinh: Tragurium; tiếng Ý: Traù; Hy Lạp cổ đại: Τραγύριον, Tragyrion hoặc Τραγούριον, Tragourion Trogkir) là một thị trấn cảng lịch sử nằm bên bờ biển Adriatic, thuộc hạt Split-Dalmatia, Croatia. Tổng dân số của thị trấn này là 13.260 (2011). Thị trấn lịch sử Trogir nằm trên một hòn đảo nhỏ giữa đất liền với Čiovo. Nó nằm cách 27 km (17 dặm) về phía tây của thành phố Split. Năm 1997, trung tâm lịch sử của Trogir đã được UNESCO đưa vào danh sách Di sản thế giới bởi kiến trúc Venezia của nó.

## Lịch sử
Vào thế kỷ thứ 3 TCN, Tragurion được thành lập bởi thực dân Hy Lạp từ đảo Vis và nhanh chóng phát triển thành một hải cảng lớn cho đến thời La Mã. Cái tên bắt nguồn từ "tragos", trong tiếng Hy Lạp có nghĩa là "dê đực". Tương tự như tên của đảo Bua lân cận cũng bắt nguồn từ tiếng Hy Lạp "voua" có nghĩa là "đàn gia súc". Sự thịnh vượng đột ngột của Salona sau đó đã tước đi tầm quan trọng của Trogir. Trong thời gian di cư của những người Croatia di cư khỏi Salona tới Trogir. Đầu thời kỳ La Mã, Tragurium là một phần của thành bang Dalmatian. Từ thế kỷ thứ 9 trở đi, Trogir đã phải cống nạp cho những nhà cai trị Croatia và đế quốc Byzantine. Giáo phận Trogir được thành lập vào thế kỷ 11 sau đó bị bãi bỏ vào năm 1828, và nay là một phần của Tổng giáo phận Công giáo La Mã Split-Makarska. Năm 1107, thị trấn được điều hành bởi vua Hungarian-Croatian Coloman, cho nó quyền tự chủ như là một thị trấn.
Trong khoảng thời gian 1000 năm, Cộng hòa Venezia đã nhận được sự ủng hộ từ những người dân Tragurium và bắt đầu xây dựng nó trở thành đô thị thương mại với bán đảo Ý để có được những cải tiến về văn hóa và kinh tế. Năm 1123, Trogir đã bị chinh phục và gần như hoàn toàn bị phá hủy bởi người Saracen. Tuy nhiên, Trogir đã hồi phục trong một thời gian ngắn và đạt được sự thịnh vượng kinh tế mạnh mẽ trong thế kỷ 12 và 13, với một số quyền tự trị dưới sự lãnh đạo của Venezia. Năm 1242, vua Béla IV xứ Hungary đã trú ẩn tại Trogir khi ông trốn chạy trước những người Mông Cổ. Vào thế kỷ 13 và 14, các thành viên của gia tộc Šubić thường xuyên được các công dân của Trogir bầu làm công tước; Mladen III (1348), theo chữ viết trên tấm vách ngăn tại Nhà thờ chính tòa Trogir được biết đến như là "khiên chắn của người Croatia", là một trong những thành viên Šubić nổi bật nhất. Ở Dalmatian, thị trấn này được gọi là Tragur.
Sau cuộc Chiến tranh Chioggia giữa Genova và Venezia, thì vào ngày 14 tháng 3 năm 1381, Chioggia đã chấm dứt liên minh với Zadar và Trogir để chống lại Venezia, và cuối cùng Chioggia sau đó được bảo vệ bởi Venezia vào năm 1412, vì Šibenik sau đó trở thành trụ sở của cơ quan hải quan và vị trí văn phòng tiêu dùng muối với sự độc quyền về buôn bán muối ở Chioggia và trên toàn bộ biển Adriatic.
Vào năm 1420, thời kỳ cai trị lâu dài của Venezia bắt đầu và kéo dài gần bốn thế kỷ, khi Trau (tên được gọi bởi những người Venezia) là một trong những đô thị tốt nhất ở vùng Balkan với nền kinh tế phong phú và nhiều tác phẩm nghệ thuật và kiến trúc thời Phục hưng. Vào khoảng năm 1650, một bản thảo của tác giả La Mã cổ đại Petronius là Satyricon được phát hiện ở Trogir có Cena Trimalchionis (Bữa tối Trimalchio) được biết đến như là phần còn sót lại lâu nhất của Satyricon, một khám phá lớn về văn học La Mã.
Sau khi Venezia sụp đổ năm 1797, Trogir trở thành một phần của Đế chế Habsburg, cai trị thành phố cho đến năm 1918, ngoại trừ khoảng thời gian chiếm đóng của hoàng đế Pháp Napoléon Bonaparte từ năm 1806 đến năm 1814 (khi thành phố là một phần của tỉnh Illyrian).
Sau Chiến tranh thế giới thứ nhất, Trogir cùng với Croatia đã trở thành một phần của Nhà nước Slovenes, Croats và Serbs và sau đó là Vương quốc Nam Tư. Trong thời gian này người Trogir nói tiếng Ý, những người cho đến năm 1918 là thành phố duy nhất ngoài bán đảo Ý nói tiếng Ý. Trong Chiến tranh thế giới thứ hai, Trogir bị sáp nhập vào Ý và là một phần của Chính phủ Dalmatia của Ý. Sau đó, Nghĩa quân Nam Tư dưới sự lãnh đạo của Josip Broz Tito đã chiếm được vào năm 1944. Trogir sau đó nó thuộc về Cộng hòa Liên bang Xã hội chủ nghĩa Nam Tư, và từ năm 1991 trở thành một phần của Croatia.

## Điểm tham quan
Với 2300 năm lịch sử liên tục, văn hóa Trogir được hình thành bởi ảnh hưởng của Hy Lạp cổ đại, những người La Mã và Venezia. Tại đây có rất nhiều các cung điện, tháp chuông, nhà thờ cùng với một pháo đài trên hòn đảo nhỏ. Năm 1997, đô thị lịch sử Trogir đã được UNESCO thêm vào danh sách Di sản thế giới bởi, những con đường được quy hoạch của khu định cư đảo này có niên đại từ thời kỳ Hy Lạp và được tôn tạo bởi những nhà cầm quyền kế thừa, cùng với nhiều tòa nhà và công trình công cộng. Các nhà thờ La Mã tuyệt đẹp của nó được bổ sung vào thời kỳ Phục hưng và các tòa nhà mang kiến trúc Baroque điển hình từ thời kỳ Venezia.
Trogir là quần thể kiến trúc La Mã-Gothic được bảo quản tốt nhất không chỉ ở Adriatic mà là ở cả Trung Âu. Vùng lõi thời Trung cổ của Trogir được bao quanh bởi các bức tường, bao gồm một lâu đài và tháp và một loạt các nhà ở, cung điện từ thời La Mã, Gothic, Phục hưng và Baroque. Công trình lớn nhất tại Trogir là Nhà thờ Thánh Lôrensô với cổng chính phía tây là kiệt tác của Radovan, và cũng là công trình quan trọng nhất về kiến trúc La Mã-Gothic ở Croatia.
Các địa điểm quan trọng nhất tại Trogir bao gồm:
- Khu vực trung tâm lịch sử với khoảng 10 nhà thờ và nhiều tòa nhà có niên đại từ thế kỷ 13.
- Cổng thành (thế kỷ 17) và tường thành (thế kỷ 15)
- Lâu đài Kamerlengo thế kỷ 15.
- Cung điện Công tước thế kỷ 13.
- Nhà thờ chính tòa Trogir thế kỷ 13, với cổng Radovan, một tác phẩm độc đáo của nghệ sĩ Dalmatian này.
- Cung điện lớn và nhỏ Cipiko thế kỷ 15
- Đường hành lang bên ngoài thành phố thể kỷ 15.

.

## Quan hệ quốc tế
Trogir kết nghĩa với các thành phố:
- Ruse, Bulgaria[7]
- Újbuda, Budapest, Hungary[8]
- Lucera, Foggia, Apulia, Ý (từ năm 1970)
- Vaterstetten, Bavaria, Đức (từ năm 2009)[9]
- Vukovar tại Croatia (từ năm 2011)
- Kruševac, Serbia